# Desnoes & Geddes
 (avril 2021).
Si vous disposez d'ouvrages ou d'articles de référence ou si vous connaissez des sites web de qualité traitant du thème abordé ici, merci de compléter l'article en donnant les références utiles à sa vérifiabilité et en les liant à la section « Notes et références ».

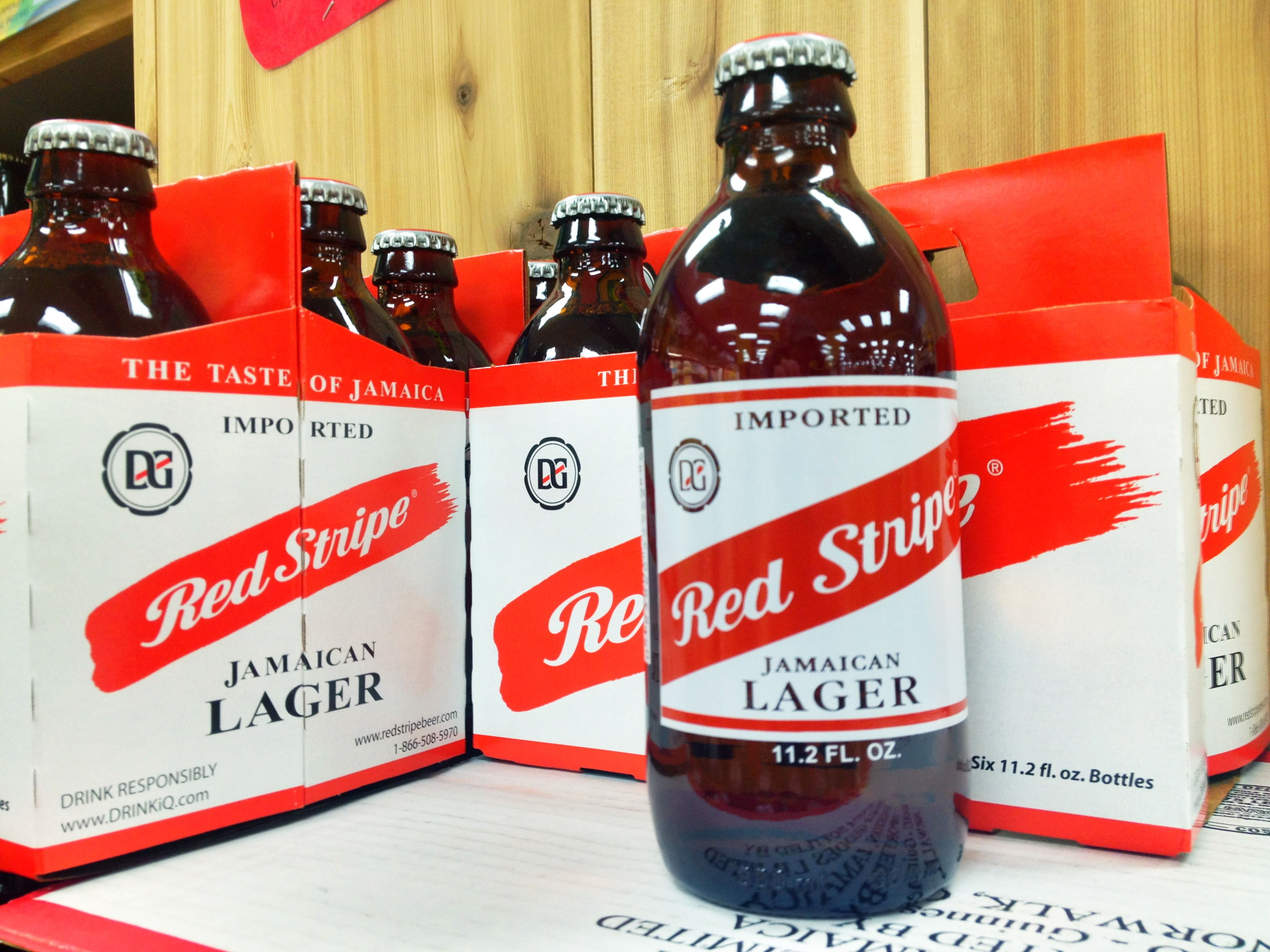
Bière Red Stripe, l'un des produits les plus connus et les plus exportés de la Jamaïque.

Desnoes and Geddes Limited (D&G) est un producteur de boissons et brasseur jamaïcain de Kingston.

## Historique
Desnoes & Geddes a été fondé en 1918 en Jamaïque par deux britanniques, Eugene Peter Desnoes et Thomas Hargreaves Geddes.
Les deux fondateurs ont combiné leurs magasins en une compagnie unique. Cette société produit deux des produits les plus connus et  les plus exporté de Jamaïque, la bière Red Stripe et la bière de gingembre Old Jamaica (il s'agit d'un soda et non d'une boisson alcoolisé).
La compagnie produit également d'autres boissons à base de malt pour le marché local, comme Red Stripe Light, Dragon Stout, Malta (sans alcool), Smirnoff Ice, Guinness, et Heineken. Seule une petite partie du capital de D&G est échangée publiquement. La société possédant la plus gros partie de D&G est le groupe de boisson britannique Diageo PLC avec 58 % des parts via Udiam Holdings AB de Suède.
D&G a également produit des junk drinks, dont la Ting, mais a vendu cette division au groupe PepsiCo en 1999.